# 沙夫山
46°38′13″N 7°19′01″E / 46.63694°N 7.31694°E
沙夫山（Schafberg），是瑞士的山峰，位於該國西部，處於弗里堡州和伯恩州接壤的邊界，屬於阿爾卑斯山的一部分，毗鄰堯恩，海拔高度2,239米，每年平均降雨量1,471毫米。